# Ministrowie kultury i dziedzictwa narodowego Polski
Poniższa tabela przedstawia wszystkich ministrów kultury i dziedzictwa narodowego w Polsce od czasu utworzenia Tymczasowego Rządu Ludowego Republiki Polskiej w roku 1918 do dziś.
| Lp.                                                                                |                                                   | Zdjęcie    | Imię i nazwisko (partia polityczna)                        | Objęcie urzędu | Złożenie urzędu | Długość urzędowania | Rząd |
| ---------------------------------------------------------------------------------- | ------------------------------------------------- | ---------- | ---------------------------------------------------------- | -------------- | --------------- | ------------------- | --- |
| Minister Ochrony Kultury i Sztuk Pięknych, od 5 XII 1918 Minister Sztuki i Kultury |                                                   |            |                                                            |                |                 |                     | |
| 1.                                                                                 |                                                   |            | Medard Downarowicz (SNN) (ur. 1878, zm. 1934)              | 17 XI 1918     | 16 I 1919       | 60 dni              | Rząd Jędrzeja Moraczewskiego |
| Minister Kultury i Sztuki                                                          |                                                   |            |                                                            |                |                 |                     | |
| 2.                                                                                 |                                                   |            | Zenon Przesmycki (ur. 1861, zm. 1944)                      | 16 I 1919      | 9 XII 1919      | 327 dni             | Rząd Ignacego Jana Paderewskiego |
| 3.                                                                                 |                                                   |            | Jan Fryderyk Heurich (ur. 1873, zm. 1925)                  | 24 VI 1920     | 11 VIII 1921    | 413 dni             | Pierwszy rząd Władysława Grabskiego Pierwszy rząd Wincentego Witosa                                                                  |
| 4.                                                                                 |                                                   |            | Maciej Rataj (PSL „Piast”) (ur. 1884, zm. 1940)            | 11 VIII 1921   | 13 IX 1921      | 33 dni              | Pierwszy rząd Wincentego Witosa |
| 5.                                                                                 |                                                   |            | Antoni Ponikowski (PSChD) (ur. 1878, zm. 1949)             | 19 IX 1921     | 5 III 1922      | 167 dni             | Pierwszy rząd Antoniego Ponikowskiego                                                                                                |
| Minister Kultury i Sztuki                                                          |                                                   |            |                                                            |                |                 |                     | |
| 6.                                                                                 |                                                   |            | Władysław Kowalski (SL (lubelskie)) (ur. 1894, zm. 1958)   | 5 VII 1945     | 5 II 1947       | 580 dni             | Rząd Edwarda Osóbki-Morawskiego |
| 7.                                                                                 |                                                   |            | Stefan Dybowski (SL (lubelskie), ZSL) (ur. 1903, zm. 1970) | 8 II 1947      | 20 XI 1952      | 2112 dni            | Pierwszy rząd Józefa Cyrankiewicza                                                                                                   |
| 8.                                                                                 |                                                   |            | Włodzimierz Sokorski (PZPR) (ur. 1908, zm. 1999)           | 21 XI 1952     | 19 IV 1956      | 1245 dni            | Rząd Bolesława Bieruta Drugi rząd Józefa Cyrankiewicza                                                                               |
| 9.                                                                                 |                                                   |            | Karol Kuryluk (PZPR) (ur. 1910, zm. 1967)                  | 19 IV 1956     | 29 IV 1958      | 740 dni             | Drugi rząd Józefa Cyrankiewicza |
| 10.                                                                                |                                                   |            | Kazimierz Rusinek (PZPR) (ur. 1905, zm. 1984)              | 29 IV 1958     | 2 VII 1958      | 64 dni              | Drugi rząd Józefa Cyrankiewicza |
| 11.                                                                                |                                                   |            | Tadeusz Galiński (PZPR) (ur. 1914, zm. 2013)               | 2 VII 1958     | 12 XII 1964     | 2355 dni            | Drugi rząd Józefa Cyrankiewicza Trzeci rząd Józefa Cyrankiewicza                                                                     |
| 12.                                                                                |                                                   |            | Lucjan Motyka (PZPR) (ur. 1915, zm. 2006)                  | 12 XII 1964    | 26 X 1971       | 2509 dni            | Trzeci rząd Józefa Cyrankiewicza Czwarty rząd Józefa Cyrankiewicza Piąty rząd Józefa Cyrankiewicza Pierwszy rząd Piotra Jaroszewicza |
| 13.                                                                                |                                                   |            | Czesław Wiśniewski (PZPR) (ur. 1932, zm. 2014)             | 26 X 1971      | 22 XII 1971     | 57 dni              | Pierwszy rząd Piotra Jaroszewicza |
| 14.                                                                                |                                                   |            | Stanisław Wroński (PZPR) (ur. 1916, zm. 2003)              | 22 XII 1971    | 16 II 1974      | 787 dni             | Pierwszy rząd Piotra Jaroszewicza |
| 15.                                                                                |                                                   |            | Józef Tejchma (PZPR) (ur. 1927, zm. 2021)                  | 16 II 1974     | 26 I 1978       | 1440 dni            | Pierwszy rząd Piotra Jaroszewicza Drugi rząd Piotra Jaroszewicza                                                                     |
| 16.                                                                                |                                                   |            | Janusz Wilhelmi (PZPR) (ur. 1927, zm. 1978)                | 26 I 1978      | 16 III 1978     | 49 dni              | Drugi rząd Piotra Jaroszewicza |
| 17                                                                                 |                                                   |            | Jan Mietkowski (PZPR) (ur. 1923, zm. 1978)                 | 29 III 1978    | 4 VII 1978      | 97 dni              | Drugi rząd Piotra Jaroszewicza |
| 18.                                                                                |                                                   |            | Zygmunt Najdowski (PZPR) (ur. 1932, zm. 1998)              | 20 VII 1978    | 8 X 1980        | 811 dni             | Drugi rząd Piotra Jaroszewicza Rząd Edwarda Babiucha Rząd Józefa Pińkowskiego                                                        |
| (15.)                                                                              |                                                   |            | Józef Tejchma (PZPR) (ur. 1927, zm. 2021)                  | 8 X 1980       | 9 X 1982        | 731 dni             | Rząd Józefa Pińkowskiego Rząd Wojciecha Jaruzelskiego                                                                                |
| 19.                                                                                |                                                   |            | Kazimierz Żygulski (ur. 1919, zm. 2012)                    | 9 X 1982       | 29 IX 1986      | 1451 dni            | Rząd Wojciecha Jaruzelskiego Rząd Zbigniewa Messnera                                                                                 |
| 20.                                                                                |                                                   |            | Aleksander Krawczuk (ur. 1922, zm. 2023)                   | 29 IX 1986     | 1 VIII 1989     | 1037 dni            | Rząd Zbigniewa Messnera Rząd Mieczysława Rakowskiego                                                                                 |
| 21.                                                                                |                                                   |            | Izabella Cywińska (ur. 1935, zm. 2023)                     | 12 IX 1989     | 12 I 1991       | 487 dni             | Rząd Tadeusza Mazowieckiego |
| 22.                                                                                |                                                   |            | Marek Rostworowski (ur. 1921, zm. 1996)                    | 12 I 1991      | 23 XII 1991     | 345 dni             | Rząd Jana Krzysztofa Bieleckiego |
| 23.                                                                                |                                                   |            | Andrzej Siciński (ur. 1924, zm. 2006)                      | 23 XII 1991    | 11 VII 1992     | 201 dni             | Rząd Jana Olszewskiego |
| 24.                                                                                |                                                   |            | Piotr Łukasiewicz (ur. 1954)                               | 11 VII 1992    | 11 II 1993      | 215 dni             | Rząd Hanny Suchockiej |
| 25.                                                                                |                                                   |            | Jerzy Góral (ZChN) (ur. 1944, zm. 2009)                    | 11 II 1993     | 25 X 1993       | 256 dni             | Rząd Hanny Suchockiej |
| 26.                                                                                |                                                   |            | Kazimierz Dejmek (ur. 1924, zm. 2002)                      | 26 X 1993      | 7 II 1996       | 834 dni             | Rząd Waldemara Pawlaka |
| 26.                                                                                | Rząd Józefa Oleksego                              |            | Kazimierz Dejmek (ur. 1924, zm. 2002)                      | 26 X 1993      | 7 II 1996       | 834 dni             | |
| 27.                                                                                |                                                   |            | Zdzisław Podkański (PSL) (ur. 1949, zm. 2022)              | 7 II 1996      | 31 X 1997       | 632 dni             | Rząd Włodzimierza Cimoszewicza |
| 28.                                                                                |                                                   |            | Joanna Wnuk-Nazarowa (UW) (ur. 1949)                       | 31 X 1997      | 26 III 1999     | 511 dni             | Rząd Jerzego Buzka |
| Minister Kultury i Dziedzictwa Narodowego od 26 X 1999                             |                                                   |            |                                                            |                |                 |                     | Rząd Jerzego Buzka |
| 29.                                                                                |                                                   |            | Andrzej Zakrzewski (SKL) (ur. 1941, zm. 2000)              | 31 III 1999    | 10 II 2000      | 682 dni             | Rząd Jerzego Buzka |
| 30.                                                                                |                                                   |            | Kazimierz Michał Ujazdowski (PP) (ur. 1964)                | 16 III 2000    | 12 VII 2001     | 483 dni             | Rząd Jerzego Buzka |
| 31.                                                                                |                                                   |            | Andrzej Zieliński (RS AWS) (ur. 1937)                      | 12 VII 2001    | 19 X 2001       | 52 dni              | Rząd Jerzego Buzka |
| Minister Kultury                                                                   |                                                   |            |                                                            |                |                 |                     | |
| 32.                                                                                |                                                   |            | Andrzej Celiński (SLD) (ur. 1950)                          | 19 X 2001      | 6 VII 2002      | 260 dni             | Rząd Leszka Millera |
| 33.                                                                                |                                                   |            | Waldemar Dąbrowski (ur. 1951)                              | 6 VII 2002     | 31 X 2005       | 1213 dni            | Rząd Leszka Millera |
| 33.                                                                                | Pierwszy rząd Marka Belki                         |            | Waldemar Dąbrowski (ur. 1951)                              | 6 VII 2002     | 31 X 2005       | 1213 dni            | |
| 33.                                                                                | Drugi rząd Marka Belki                            |            | Waldemar Dąbrowski (ur. 1951)                              | 6 VII 2002     | 31 X 2005       | 1213 dni            | |
| Minister Kultury i Dziedzictwa Narodowego                                          |                                                   |            |                                                            |                |                 |                     | |
| (30.)                                                                              |                                                   |            | Kazimierz Michał Ujazdowski (PiS) (ur. 1964)               | 31 X 2005      | 7 IX 2007       | 741 dni             | Rząd Kazimierza Marcinkiewicza |
| (30.)                                                                              | Rząd Jarosława Kaczyńskiego                       |            | Kazimierz Michał Ujazdowski (PiS) (ur. 1964)               | 31 X 2005      | 7 IX 2007       | 741 dni             | |
| (30.)                                                                              |                                                   | 12 IX 2007 | Kazimierz Michał Ujazdowski (PiS) (ur. 1964)               | 16 XI 2007     |                 | 741 dni             | |
| 34.                                                                                |                                                   |            | Bogdan Zdrojewski (PO) (ur. 1957)                          | 16 XI 2007     | 17 VI 2014      | 2405 dni            | Pierwszy rząd Donalda Tuska |
| 34.                                                                                | Drugi rząd Donalda Tuska                          |            | Bogdan Zdrojewski (PO) (ur. 1957)                          | 16 XI 2007     | 17 VI 2014      | 2405 dni            | |
| 35.                                                                                |                                                   |            | Małgorzata Omilanowska (ur. 1960)                          | 17 VI 2014     | 16 XI 2015      | 517 dni             | |
| 35.                                                                                | Rząd Ewy Kopacz                                   |            | Małgorzata Omilanowska (ur. 1960)                          | 17 VI 2014     | 16 XI 2015      | 517 dni             | |
| 36.                                                                                |                                                   |            | Piotr Gliński (PiS) (ur. 1954)                             | 16 XI 2015     | 27 XI 2023      | 2933 dni            | Rząd Beaty Szydło |
| 36.                                                                                | Pierwszy rząd Mateusza Morawieckiego              |            | Piotr Gliński (PiS) (ur. 1954)                             | 16 XI 2015     | 27 XI 2023      | 2933 dni            | |
| 36.                                                                                | Drugi rząd Mateusza Morawieckiego                 |            | Piotr Gliński (PiS) (ur. 1954)                             | 16 XI 2015     | 27 XI 2023      | 2933 dni            | |
| 36.                                                                                |                                                   |            | Piotr Gliński (PiS) (ur. 1954)                             | 16 XI 2015     | 27 XI 2023      | 2933 dni            | |
| 36.                                                                                | Minister Kultury, Dziedzictwa Narodowego i Sportu |            | Piotr Gliński (PiS) (ur. 1954)                             |                |                 |                     | |
| 36.                                                                                | 6 X 2020                                          | 26 X 2021  | Piotr Gliński (PiS) (ur. 1954)                             | 385 dni        |                 |                     | |
| 37.                                                                                |                                                   |            | Dominika Chorosińska (PiS) (ur. 1978)                      | 27 XI 2023     | 13 XII 2023     | 16 dni              | Trzeci rząd Mateusza Morawieckiego                                                                                                   |
| 38.                                                                                |                                                   |            | Bartłomiej Sienkiewicz (PO) (ur. 1961)                     | 13 XII 2023    | 13 V 2024       | 152 dni             | Trzeci rząd Donalda Tuska |
| 39.                                                                                |                                                   |            | Hanna Wróblewska (ur. 1968)                                | 13 V 2024      | 24 VII 2025     | 442 dni             | Trzeci rząd Donalda Tuska |
| 40.                                                                                |                                                   |            | Marta Cienkowska (PL2050) (ur. 1987)                       | 24 VII 2025    | Obecnie         | 5 dni               | Trzeci rząd Donalda Tuska |